# Afro-karibisk musik
Afro-karibisk musik är en bred benämning på flera musikstilar i Karibien som har sitt ursprung från den Afrikanska diasporan. Musikens ursprung kommer från den Transatlantiska slavhandeln.